# Mary Cowden Clarke
Mary Victoria Cowden Clarke (de soltera, Novello; 22 de junio de 1809 – 12 de enero de 1898) fue una autora inglesa. Era la hija mayor de Vincent Novello. En 1828, se casó con el socio de su hermano Alfred, Charles Cowden Clarke,y trabajó con él en sus estudios sobre Shakespeare.
El año siguiente a su matrimonio, Mary Cowden Clarke comenzó su valioso trabajo de concordancia de las obras de Shakespeare, que finalmente se publicó mensualmente a lo largo de dieciocho entregas (1844–1845), y luego en un solo volumen en 1845, al que tituló The Complete Concordance to Shakespeare. Consistía en un índice verbal de todos los pasajes en las obras dramáticas del poeta. Su obra superó a otras similares, como el Copious Index to... Shakespeare (1790) de Samuel Ayscough, y el Complete Verbal Index... (1805–1807) de Francis Twiss.

## Obras
- Kit Bam's Adventures: or, The Yarns of an Old Mariner 1849
- Concordance to Shakespeare  1846
- The Girlhood of Shakespeare's Heroines 1850
- The Iron Cousin  1854
- Florence Nightingale  1857
- World-noted women; or, Types of womanly attributes of all lands and ages.  1858
- Memorial Sonnets 1888
- My long life : an autobiographic sketch 1897